# (500390) 2012 TX86
(500390) 2012 TX86 es un asteroide perteneciente al cinturón de asteroides, descubierto el 16 de septiembre de 2012 por el equipo del Spacewatch desde el Observatorio Nacional de Kitt Peak, Arizona, Estados Unidos.

## Designación y nombre
Designado provisionalmente como 2012 TX86.

## Características orbitales
2012 TX86 está situado a una distancia media del Sol de 3,069 ua, pudiendo alejarse hasta 3,408 ua y acercarse hasta 2,730 ua. Su excentricidad es 0,110 y la inclinación orbital 11,27 grados. Emplea 1964,03 días en completar una órbita alrededor del Sol.

## Características físicas
La magnitud absoluta de 2012 TX86 es 16,5.